# Gabriel Hyacinthe Couppé
Gabriel Hyacinthe Couppé de Kervennou, né à Lannion le 15 mars 1757, mort à Tonquédec le 27 novembre 1832, était député à l'Assemblée constituante de 1789, membre de la Convention, député au Conseil des Cinq-Cents et au Corps législatif de l'an XII à 1815.

## Biographie
Il est issu d'une famille qui, durant le XVIIIe siècle, occupe des charges municipales et judiciaires à Lannion. Il est le fils de noble maître Hyacinthe-François Couppé de Kervennou, maire de la ville et alloué au siège royal, et de Marie-Thérèse Saliou. On destine le jeune homme à l'état militaire, mais il préfère la robe à l'épée, et se fait recevoir avocat au parlement de Rennes. En 1786, il est pourvu de la charge de sénéchal de la juridiction royale de Tréguier. 
Gabriel Couppé est élu représentant du tiers-état pour la sénéchaussée de Morlaix et de Lannion lors des États généraux de 1789. Il siège sur la gauche des bancs de l'Assemblée nationale constituante et fait presque constamment partie du comité des rapports. Il parle sur le rachat des rentes et demande une exception pour les domaines congéables. Au moment de la division de la France par départements, il observe que la base territoriale est vicieuse dans le pays inculte des landes de Bretagne, et insiste pour que le comité chargé des arrondissements soit nommé par la généralité. Il donne aussi son avis sur le traitement des officiers de justice et des administrateurs, et demande, à la fin de la session, la suspension du traitement des militaires et des ecclésiastiques qui seraient élus à l'Assemblée législative. En qualité de secrétaire, il signe la Constitution de 1791.

### Mandat à la Convention
La monarchie prend fin à l'issue de la journée du 10 août 1792 : les bataillons de fédérés bretons et marseillais et les insurgés des faubourgs de Paris prennent le palais des Tuileries. Louis XVI est destitué et incarcéré avec sa famille à la tour du Temple. 
En septembre 1792, Gabriel Couppé est élu député du département des Côtes-du-Nord, le premier sur huit, à la Convention nationale. Il siège sur les bancs de la Gironde. Lors du procès de Louis XVI, il vote la détention durant la guerre et le bannissement à la paix. Il se prononce contre l'appel au peuple mais pour le sursis à l'exécution de la peine. En avril 1793, il vote en faveur de la mise en accusation de Jean-Paul Marat. Celui-ci le dénonce un mois plus tard dans son journal comme « membre de la faction des hommes d’État ». En mai, il vote en faveur du rétablissement de la Commission des Douze. Après les journées du 31 mai et du 2 juin, il signe, ainsi que soixante-douze de ses collègues députés, une protestation contre l'arrestation de vingt-deux députés Girondins. 
Début juillet 1793, Gabriel Couppé, qui a fui Paris, est interpellé à Mantes-la-Jolie. Bien que défendu par son collègue Pierre Guyomar, lui aussi député des Côtes-du-Nord, il est reconduit à Paris et décrété d'arrestation. Il est libéré le 18 frimaire an III (8 décembre 1794), toujours sur proposition de Guyomar, en même temps que les girondins qui avaient signé la protestation contre le 2 juin. 
En 1795, il est envoyé en mission dans la Seine-Inférieure pour activer l'arrivage des subsistances attendues à Paris.

### Du Directoire à la fin de sa vie
Passé, le 23 vendémiaire an IV, avec 196 voix (379 votants) au Conseil des Cinq-Cents, où l'avaient élu cinq départements à la fois, les Côtes-du-Nord, la Somme, la Seine-Inférieure, le Finistère et le Morbihan, il siège jusqu'en prairial an VII dans la nouvelle assemblée, où ses motions sont assez fréquentes. Partisan de la contre-révolution, il appuie une demande présentée au Conseil pour enlever aux enfants les noms de Marat, Robespierre, qu'on leur a donnés sous le régime révolutionnaire. Un autre jour, il persifle le rapport de Duplantier sur les sociétés populaires et s'oppose à son impression. Il se prononce pour les impôts indirects, etc. Après le coup d'État de brumaire, il devient juge au tribunal d'appel de Rennes (12 floréal an VIII), est promu, le 12 floréal an X, président du tribunal criminel de Saint-Brieuc, et reçoit, le 25 prairial an XII, la décoration de la Légion d'honneur. La même année (14 nivôse), il entre au Corps législatif par décision du Sénat conservateur, pour y représenter le département des Côtes-du-Nord. Ce mandat lui est confirmé, le 2 mai 1809, et il l'exerce jusqu'à la fin de l'Empire. Lors de la réorganisation judiciaire, il est nommé (14 avril 1811) conseiller à la cour impériale de Rennes. Destitué de son siège par la Seconde Restauration, il se retire à Tonquédec, commune dont il devient maire et où il vit jusqu'à sa mort. Il est créé chevalier de l'Empire le 5 décembre 1811.

## Mandats
- 14/04/1789 - 30/09/1791 : Lannion - Morlaix – Bretagne (sénéchaussée)
- 06/09/1792 - 26/10/1795 : Côtes-du-Nord - Girondins
- 15/10/1795 - 05/06/1799 : Côtes-du-Nord - Droite
- 04/01/1802 - 04/06/1814 : Côtes-du-Nord - Bonapartiste

## Travaux législatifs
- Convention nationale. Compte rendu des dépenses faites par les représentans du peuple Couppé, Mathieu, et Lehardy, durant leur mission dans le département de la Sarthe Signé : Mathieu, G. Couppé.). Paris, Impr. nationale, ventôse an III. In-8°, 2 p.
- Proclamation des commissaires de la convention nationale (G. Couppé, Mathieu Le Hardy) aux gardes nationale de la commune du Mans. Du 7 décembre 1792, l'an Ier de la république française. Le Mans : Pivron, (s. d.,). In-4°. Pièce
- Corps législatif. Discours prononcé par M. Couppé, en présentant au Corps législatif la traduction des "Commentaires de César" par M. Le Déist de Botidoux. Séance du 8 janvier 1810. Paris, impr. de Hacquart, (s. d.). In-8°, 3 p.
- Corps législatif. Conseil des Cinq-Cents. Rapport fait par Couppé, etc. au nom d'une commission spéciale, sur les réclamations de plusieurs communes du département du Nord, qui demandent à être distraites du canton de Séclin pour en former un autre dont Phalempin serait le chef-lieu. Séance du 4 brumaire an VI. Paris : Impr. nationale, an VI. In-8°, 4 p.